# Parathesis wendtii
Parathesis wendtii är en viveväxtart som beskrevs av C.L. Lundell. Parathesis wendtii ingår i släktet Parathesis och familjen viveväxter. Inga underarter finns listade i Catalogue of Life.